# Имелда Стонтън
Имелда Мари Филомена Бернадет Стонтън CBE (на английски: Imelda Mary Philomena Bernadette Staunton) е английска актриса. 

## Биография
Учи актьорско майсторство в „Кралската академия за драматично изкуство“ в Лондон. Официалният дебют на Имелда в киното е в „Пеещият детектив“ (1986). Играе ролята на проф. Долорес Ъмбридж в петия и седмия филм от поредицата „Хари Потър“.
Имелда Стонтън e офицер на Британската империя от 2006 г. и командор на Британската империя от 2016 г. за приноса ѝ към драматургията.

## Избрана филмография

### кино
| година | филм                                      | оригинално заглавие                           | роля                        | режисьор         |
| ------ | ----------------------------------------- | --------------------------------------------- | --------------------------- | ---------------- |
| 1995   | Гражданинът Хикс                          | Citizen X                                     | жената на Бураков           | Крис Джеролмо    |
| 1995   | Разум и чувства                           | Sense and Sensibility                         | Шарлот Палмър               | Анг Лий          |
| 2007   | Хари Потър и Орденът на феникса           | Harry Potter and the Order of the Phoenix     | Долорес Ъмбридж             | Дейвид Йейтс     |
| 2009   | Хари Потър и Нечистокръвният принц        | Harry Potter and the Half-Blood Prince        | Долорес Ъмбридж             | Дейвид Йейтс     |
| 2010   | Хари Потър и Даровете на Смъртта – част 1 | Harry Potter and the Deathly Hallows – Part 1 | Долорес Ъмбридж             | Дейвид Йейтс     |
| 2014   | Гордост                                   | Pride                                         | Хефина Хедон                | Матю Уорхус      |
| 2014   | Господарка на злото                       | Maleficent                                    | Нотграс                     | Робърт Стромбърг |
| 2024   | Падингтън в Перу                          | Paddington in Peru                            | Леля Луси (глас тази герой) | Дугал Уилсън     |

### телевизия
| година | филм       | оригинално заглавие | роля               | режисьор | бележки   |
| ------ | ---------- | ------------------- | ------------------ | -------- | --------- |
| 2010   | Доктор Кой | Doctor Who          | Интерфейсът (глас) |          | ТВ сериал |